# 五馬図巻
五馬図巻（ごばずかん）は、北宋の文人の李公麟による絵画で、北宋の皇帝へ献上された5頭の馬が描かれた連作である。黄山谷と曾紆（曾布の子）による跋文が付されており、その記述から1090年頃の作品だと考えられる。東京国立博物館所蔵。

## 画題
黄山谷による題記によれば、元祐元年（1086年）から元祐3年（1088年）にかけて西域から献上された馬で、うち4頭には鳳頭驄・錦膊驄・好頭赤・照夜白と馬名が記されている。馬はそれぞれ一人の男に引かれている。
清の乾隆帝は最後の一頭の満川花が後世の補筆であると指摘しているが、鈴木敬によれば、それ以外は李公麟の真筆だとする。

## 伝承
曾紆の跋には、李公麟が描いた馬は魂が抜き取られ死んでしまったという逸話が記されている。

## 来歴
曾紆による跋文から蘇軾や黄山谷を中心とする北宋の士大夫コミュニティーの中で所有されていたことが知られる。その後の史料中に、元代の書画収集家である王子慶の手にあったこと、明代の書画収集家である項元汴が模本を作成したこと、清代には毗陵荘氏の所蔵であったことなどが記されている。
清の乾隆帝が所有しており、乾隆27年（1762年）、愛烏罕（アフガニスタン）から馬が献上され、ジュゼッペ・カスティリオーネに「愛烏罕四駿図巻」を作らせたものの気に入らず、宮廷画家の金廷標に五馬図巻の画法で書き直させたという逸話がある。
1921年（中華民国10年、宣統13年、大正10年）、ラストエンペラー愛新覚羅溥儀の教育係であった陳宝琛が借り出して芥川龍之介ほか日本人に鑑賞させている。翌年溥傑に下賜された記録があり、その後、陳宝琛の甥で溥儀に仕えていた劉驤業により日本にもたらされた。1928年（昭和3年）11月24日〜12月20日に昭和天皇の即位大礼を記念し東京府美術館で開催された『唐宋元明名画展覧会』で展示され、1930年（昭和5年）、骨董商・江藤濤雄の仲介により劉驤業から7万円（現代の価値にして約2億円）で実業家末延道成の所蔵となった。末延没後の1933年（昭和8年）10月31日、重要美術品に指定されたが、 程なく表舞台から姿を消す。その後、末延道成の養子である末延三次京都帝国大学法学部教授の手に移り、大戦中に焼失したと報告されていた。
2015年（平成27年）、中国美術史を専門とする板倉聖哲東京大学東洋文化研究所教授が日本国内で再発見し、 2018年（平成30年）、所蔵者から東京国立博物館に寄贈された。2019年（令和元年） 1月16日～2月24日に同博物館で開催の 『顔真卿 王羲之を超えた名筆』で約90年ぶりに一般公開。その後、2年間をかけて修復を施し、修復作業完了後は、2022年（令和4年）10月18日〜11月13日に同博物館で開催の『中国書画精華―宋代書画とその広がり―（後期）』、2023年（令和5年）11月3日〜12月3日に根津美術館で開催の『北宋書画精華』で披露された。